# Lomographa argentata
Lomographa argentata là một loài bướm đêm trong họ Geometridae.